# Hôtel Perreney de Baleure
L’Hôtel Perreney de Baleure est un hôtel particulier de la ville de Dijon, en France, situé dans son secteur sauvegardé.
Il est inscrit au titre des monuments historiques depuis 1950.

## Histoire
L'hôtel a été construit à partir de 1618 pour Antoine de Bretagne, conseiller au Parlement de Bourgogne, sur des bâtiments plus anciens. L'hôtel est devenu la propriété de la famille Perreney de Baleure.
À la différence des autres hôtels parlementaires, le corps principal a été construit sur rue. La façade est richement décorée : fenêtres surmontées de frontons, lucarnes à ailerons, décor de têtes et de fruits.

## Galerie

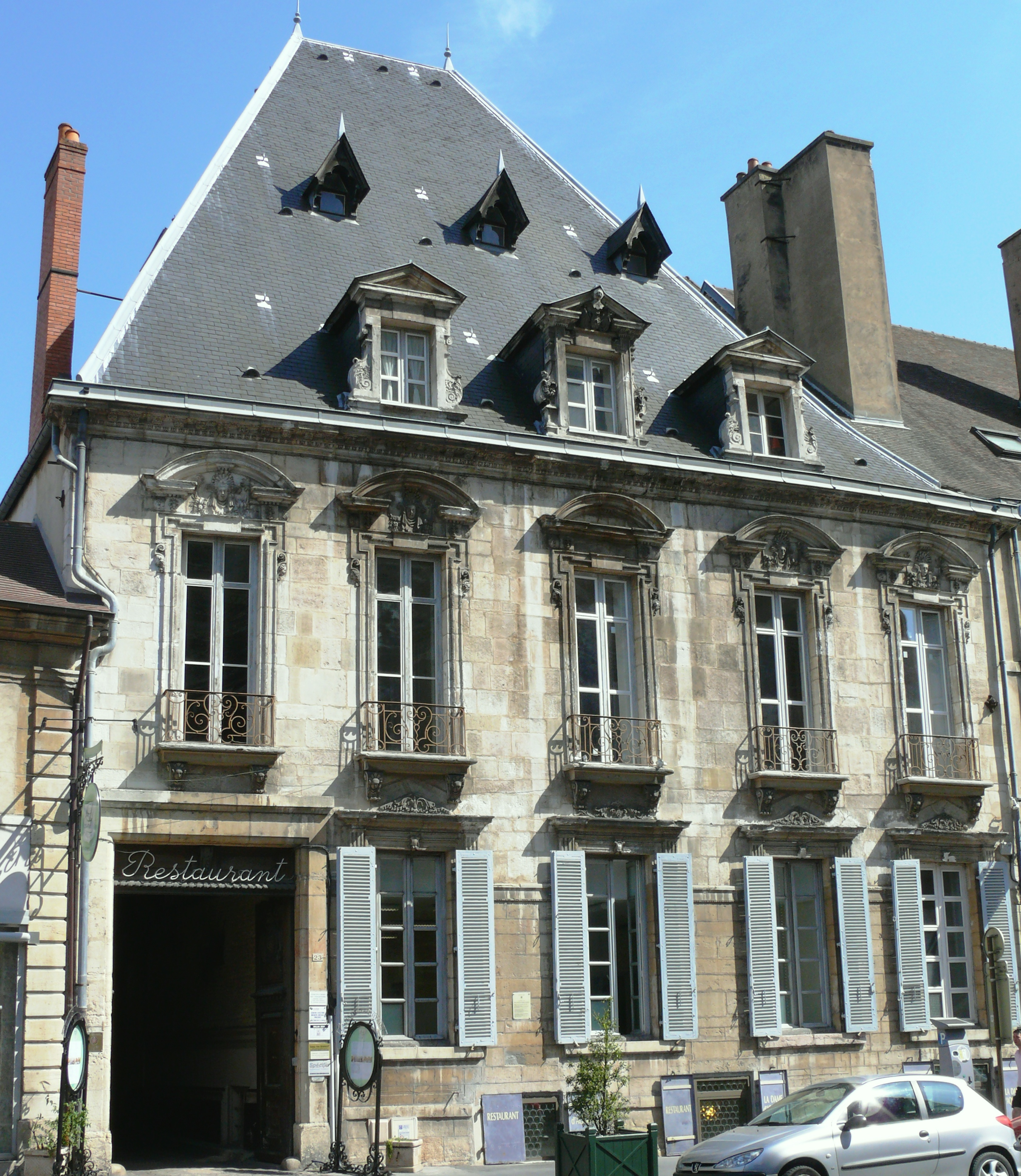
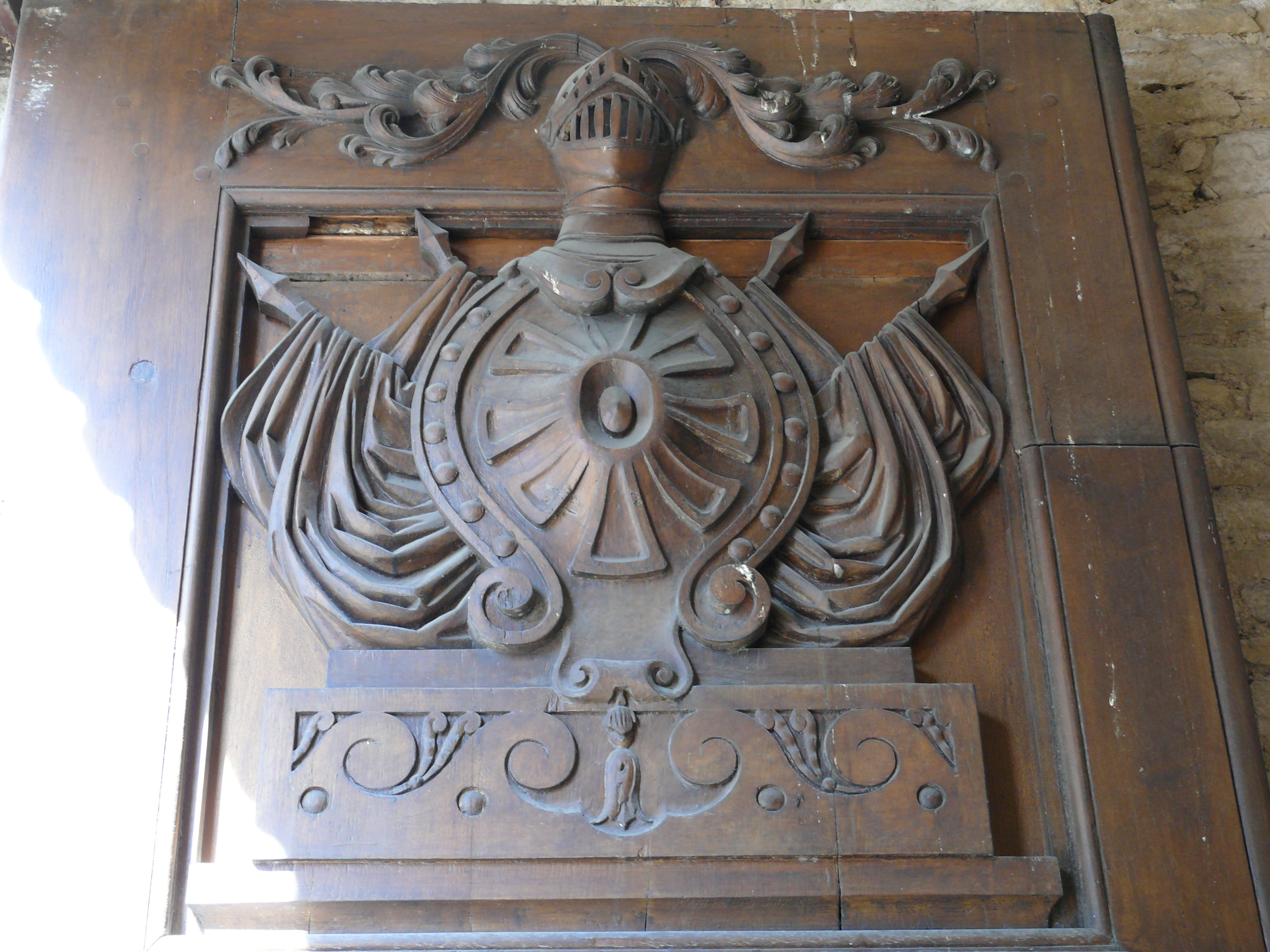
Porche de l'Hôtel Perreney de Baleure